# Scratchbury Camp
Scratchbury Camp è un sito archeologico che conserva una fortezza collinare risalente all'età del ferro o addirittura all'età del bronzo che si trova nei pressi del villaggio di Norton Bavant nella contea del Wiltshire. Si trova a circa 2 miglia a sud-est di Warminster nel Sud Ovest dell'Inghilterra, Regno Unito. Confina con Casterley Camp.

## Storia

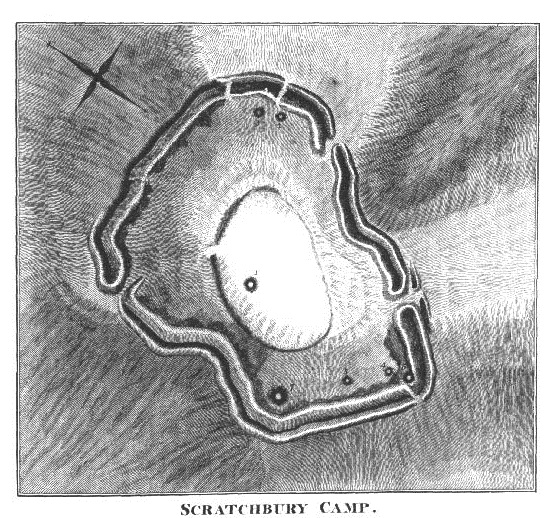
Mappa tracciata a matita di Scratchbury Camp da Sir Richard Colt Hoare nel 1810. Sono visibili anche i sette tumuli all'interno dell'area

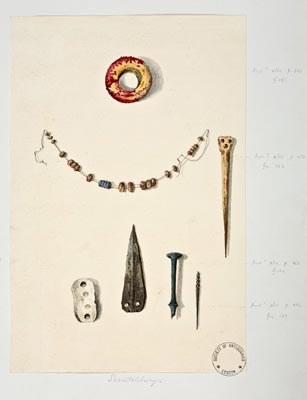
Disegno ad acquerello di reperti del gruppo di tumuli di Scratchbury realizzato nel 1869 da Richard Colt Hoare. Viene conservato dalla Society of Antiquaries of London

Già nella prima età del ferro l'area era frequentata poi lentamente cadde in disuso senza però mai essere del tutto abbandonata. Come avviene per molti altri siti preistorici dello stesso periodo la storia di Scratchbury Camp è oggetto di discussione poiché il suo riutilizzo in periodi di tempo diversi rende difficile, se non impossibile, una datazione precisa. Infatti diversi siti dell'età del ferro preromana in Britannia hanno visto il riutilizzo dopo la conquista romana. Sul sito sono stati realizzati scavi sotto la guida di W.F. Grimes che vi hanno rinvenuto ceramiche risalenti all'età del ferro nel riempimento primario e che hanno potuto stabilire che le interruzioni sono state probabilmente causate dalle pratiche di aratura dopo il periodo medievale. Nel 1804 fu segnalato che era stato scoperto un cucchiaio di bronzo romano. Anche la ceramica romana fu registrata da Colt Hoare. Hoare registrò le scoperte di un'ascia di giada e di un'ascia di selce con ceramica di fattura britannica e romana all'interno del campo e nel 1804 è stato trovato un cucchiaio di bronzo romano.
La fortezza di collina di Scratchbury Camp, dalle indagini realizzate, risulta costruita in due o tre fasi. Sembra possibile che il forte, disposto per includere il grande tumulo centrale, sia stato esteso per comprendere l'intera sommità della collina, sfruttando così appieno le difese naturali e determinando la configurazione che ci è pervenuta. Non si è ancora potuto appurare se in effetti la seconda e la terza fase siano state separate o semplicemente un proseguimento nella seconda fase divenuta così la terza. Scratchbury Camp è stato oggetto di esame del personale dell'ufficio RCHME di Salisbury come parte di un progetto incentrato sugli scavi archeologici del South Wiltshire.

## Descrizione
La grande fortezza collinare si trova a nord di Norton Bavant e ad est di Warminster sull'Upper Chalk al margine sud del massiccio calcareo di Salisbury Plain e domina la bassa valle di Wylye. La collina si presenta molto ripida sui lati ovest e sud ovest, meno ripida a nord e nord est e con pendenza moderata verso sud est. L'area interna occupa circa 17 ettari. Presenta un'unica sponda con fossato esterno, meglio conservata ad ovest dove il bastione si erge fino a un'altezza di circa 6 metri sopra il fondo del fossato e circa 15 metri di larghezza alla base. Il fosso è largo circa 5-8 metri e profondo fino a 1 metro. In altre parti è definita da una sponda alta 3-6 metri sopra il fondo del fossato, il fossato è di circa 4-6 metri di larghezza e fino a 0,5 metri di profondità. Sul lato est il fossato è assente e sostituito da una sporgenza larga circa 3-8 metri. La cresta del bastione è ondulata, specchiata nel fossato. Esiste uno scavo di cava dietro il bastione e molte depressioni circolari e curvilinee, forse strutture. Mostra tre ingressi principali a est, sud est e nord ovest, tutti probabilmente originali. Quello a sud est è il più semplice, con un unico passaggio di circa 20 metri tra i terminali del bastione e del fossato. Quelli a est e a nord est sono sfalsati rispettivamente di 7 metri e 15 metri. Vi sono diverse piccole depressioni dall'ingresso verso nord ovest, forse siti di capanne. Un recinto a forma di D al centro della fortezza collinare precedentemente era stato interpretato come recinto neolitico rialzato a causa della natura interrotta e della scoperta di asce di giada e selce. Gli scavi di W.F. Grimes hanno successivamente dimostrato che si trattava di una struttura dell'età del ferro, con ceramica dell'età del ferro nel riempimento primario e interruzioni probabilmente derivanti dalle attività agricole medievali. Gran parte dell'interno è stato probabilmenye densamente popolato e sono state identificate circa 100 probabili strutture, sopravvissute principalmente come cavità circolari di circa 5-10 metri di diametro e fino a 0,6 metri di profondità. Nel 1804 sono stati trovati sei tumuli rotondi sulla collina (uno nel punto più alto) e un cucchiaio di bronzo romano. La ceramica romana è stata registrata anche da Colt Hoare nel 1812.
Sia il rilevo sia il fossato sono irregolari in altezza e profondità, il che si pensa sia una testimonianza dell'abitudine condivisa di scavare in gruppo i terrapieni. Ci sono poi altre sponde nel forte collinare e un fossato parallelo al lato sud è di data più recente. Queste caratteristiche sono tutte chiaramente visibili nelle fotografie aeree. L'ascia di giada e di l'ascia di selce con ceramica rinvenute all'interno del campo sono conservate nel museo di Devizes. L'ascia di giada assomiglia ad alcuni utensili aborigeni australiani.
Approssimativamente dall'alto la struttura assomiglia a un cerchio e questo terrapieno potrebbe non essere stato altro che un recinto ben difeso. La sezione risalente alla seconda fase, la scarpata che suddivide il forte, potrebbe in effetti essere stata semplicemente una sponda di partenza che non è mai stata utilizzata. Sembra possibile che il forte, disposto per includere il grande tumulo, sia stato esteso per comprendere l'intera sommità della collina. Le attività di aratura dopo il periodo medievale all'interno hanno distrutto gran parte dei dettagli presenti ma si sono conservati almeno sei tumuli rotondi all'interno del forte. Tutti sono stati aperti da William Cunnington e Colt Hoare.

### Monumento classificato
Dal 9 ottobre 1981 Scratchbury Camp è considerato un monumento classificato del Regno Unito 
per il suo particolare interesse storico.